# Бернетт, Томас (футболист)
Томас Бланделл Бернетт (англ. Thomas Blundell Burnett; 1 сентября 1852, Ливерпуль, Ланкашир — 22 октября 1918, Бакстон, Дербишир) — валлийский футболист, вратарь.

## Биография
Томас Бернетт родился 1 сентября 1852 года в британском городе Ливерпуль.
Играл в футбол на позиции вратаря. В 1877 году выступал за «Друидс» из Руабона.
5 марта 1877 года провёл единственный матч за сборную Уэльса, которая в товарищеском поединке в Рексеме уступила сборной Шотландии (0:2).
В 1881—1886 годах был секретарём новообразованного футбольного клуба «Саутпорт». Был капитаном команды, играя в поле. С 1888 года снова был секретарём клуба, который к тому времени назывался «Саутпорт Сентрал».
Также был игроком и секретарём крикетного клуба Саутпорта.
Умер 22 октября 1918 года в британском городе Бакстон в больнице Коттедж. Похоронен на территории церкви святого Петра в приходе Формби.

## Семья
Жена — Джемайма Бернетт (1846 или 1847 — 25 апреля 1925).